# ACS Applied Optical Materials
ACS Applied Optical Materials (nach ISO 4-Standard in Literaturzitaten mit ACS Appl. Opt. Mater. abgekürzt) ist eine monatlich erscheinende wissenschaftliche Fachzeitschrift, die von der American Chemical Society herausgegeben wird. Die Erstausgabe erschien im Januar 2023. Die internationale und interdisziplinäre Fachzeitschrift veröffentlicht Artikel zur experimentellen und theoretischen Originalforschung, eingeschlossen Simulation und Modellierung, die sich mit Aspekten von optischen Materialien beschäftigen.
Aktueller Chefredakteur ist Professor Kirk S. Schanze von der University of Texas at San Antonio (Texas, Vereinigte Staaten).